# Undercover Blues
Undercover Blues is een Amerikaanse actiekomedie uit 1993 onder regie van Herbert Ross.

## Verhaal
Jeff en Jane Blue leiden een zorgeloos bestaan in New Orleans en lijken voor buitenstanders een ideaal koppel. Smoorverliefd zijn ze op elkaar en ze hebben besloten om hun leven als geheim agent op een laag pitje te zetten om de geneugten van hun kersverse ouderschap ten volle te ondergaan. Deze idylle wordt al gauw verstoord door een incident dat leidt tot grote ellende. Wanneer Jeff in een donker steegje slachtoffer dreigt te worden van een roofoverval, overmeestert hij de overvaller zonder enige moeite.
Na dit voorval komen de Blue's in aanraking met de politie en na enig speurwerk blijkt dat het paar een verleden als geheim agent heeft. De politie doet vervolgens op beiden een dringend beroep om een internationaal georganiseerde criminele bende die in chemische wapens handelt, op te sporen. Deze terroristische organisatie probeert namelijk een uiterst explosief goedje uit de Verenigde Staten te stelen.

## Rolverdeling
| Acteur           | Personage       |
| ---------------- | --------------- |
| Kathleen Turner  | Jane Blue       |
| Dennis Quaid     | Jefferson Blue  |
| Fiona Shaw       | Paulina Novacek |
| Stanley Tucci    | Muerte          |
| Larry Miller     | Sgt. Halsey     |
| Park Overall     | Bonnie Newman   |
| Tom Arnold       | Vern Newman     |
| Obba Babatunde   | Lt. Sawyer      |
| Ralph Brown      | Leamington      |
| Jan Triska       | Axel            |
| Marshall Bell    | Sikes           |
| Richard Jenkins  | Frank           |
| Dennis Lipscomb  | Foster          |
| Saul Rubinek     | Mr. Ferderber   |
| Dave Chappelle   | Ozzie           |
| Jenifer Lewis    | Dorothy         |
| Dakin Matthews   | Politieagent    |
| Aleksander Krupa | Zubic           |

## Ontvangst
De film werd in Nederland in elf bioscoopzalen uitgebracht en kreeg overwegend negatieve kritieken van de Nederlandse pers. De recensent van Het Parool noemde de film "een treurig geval": "Twee sterren op hun retour, Dennis Quaid en Kathleen Turner, doen een wanhopige poging op een comeback. [..] De kwaliteit van de dialogen is tenenkrommend en de verschillende bijrollen doen hun best elkaar te overtreffen in overacting. Er is zelfs sprake van een krom pratende Tsjechische nymfomane bommenlegster. Undercover Blues is niet één keer, ook niet per ongeluk, leuk."
De criticus van het Algemeen Dagblad noemde de film "een prul dat eigenlijk, uit respect voor beide hoofdrolspelers, beter met de mantel der liefde bedekt kan worden": "Het wisselen van een luier kost meer moeite dan bijvoorbeeld het neerhalen van een willekeurige straatrover. Op deze ene grap leunt vrijwel de hele film. Hij wordt uitentreuren herhaald in het kader van een flinterdun plot, dat bliksemsnel in elkaar is geflanst. Voor de James Bond-liefhebbers: hoedt u voor namaak!"
De recensent van de Trouw noemde de film "een ongekend melige en banale mislukking": "Undercover Blues wordt de das omgedaan door een volstrekt ridicule, willekeurig opgediende plot, te karikaturaal aangezette gemeneriken en een hele stoet komisch bedoelde bijfiguren, waarvan de sjeu al af is als ze voor het eerst in beeld verschijnen. Maar een paar maal weet de film wel te bekoren. Dat doet zich steeds voor wanneer papa of mama in het bijzijn van hun kind een sterkt staaltje uithalen. Alleen de onverholen trots waarmee ze de baby laten zien wat de ander nu weer flikt, werkt komisch. Op die momenten zie je wat een leuke film Undercover Blues had kunnen zijn."
Andere critici waren iets milder in hun oordeel. Zo bekroonde de recensent van het NRC Handelsblad de film met twee uit vijf sterren: "Dat dit verhaal in wezen niet veel om het lijf heeft is al vrij snel duidelijk. Van groter belang is echter dat Herbert Ross erin geslaagd is het vaardig geschreven maar pretentieloze script van Abrams met kennelijk plezier om te zetten in een amusante en lichtvoetige film die bewijst dat hij ook als komedieregisseur inmiddels een ervaren hand heeft. Daarnaast heeft Undercover Blues veel te danken aan Kathleen Turner en Dennis Quaid, met hun overrompelende charme, hun nonchalante maar onberispelijke présence en hun onverstoorbare gelijkmoedigheid maken ze van hun personages twee modelhelden die verrassend geestig zijn.
Ook de criticus van De Telegraaf schreef een milde recensie. Hij noemde de film "een vluchtig niemendalletje, een parodietje op de Amerikaanse politiefilm": "Puur als 'policier' zou Undercover Blues niet denderend scoren. Door te kiezen voor de vorm van een klucht met misdadige trekjes is de amusementswaarde veilig gesteld."
De recensent van de Volkskrant schreef ten slotte dat de film "de souplesse, zwier en toon [heeft] van een klusje dat met de pink geklaard wordt": "Dennis Quaid heeft zijn scheve grijns mee en Kathleen Turner maakte zich vaardig enkele gevechtssporten eigen, maar het voornaamste ingrediënt van Undercover Blues zijn toch de snedige dialogen á la Neil Simon met wie Ross onder andere The Sunshine Boys en The Goodbye Girl maakte. Jammer alleen dat hier alle snedigheid in overdosis wordt toegediend. Dit en de totaal oninteressante strekking van het verhaal leiden op den duur tot irritatie. Valt er nog wat te lachen? Nou, niet genoeg dus."